# Wysucka Góra

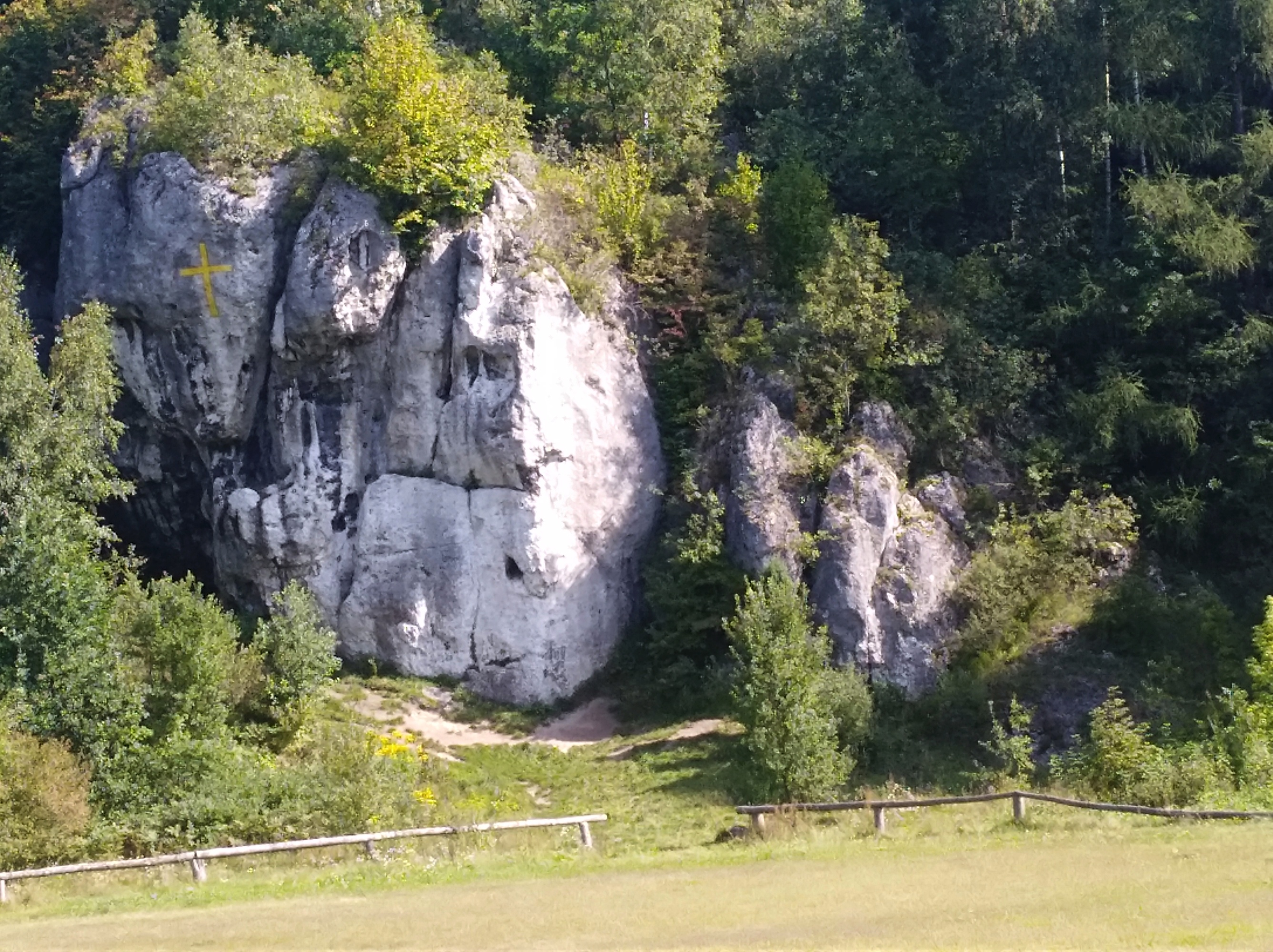
Kacza Skała u podnóża Wysuckiej Góry

Wysucka Góra (388 m) – wzniesienie we wsi Ludwinów w województwie śląskim, w powiecie myszkowskim, w gminie Niegowa. Pod względem geograficznym znajduje się na Wyżynie Częstochowskiej.
Wysucka Góra wznosi się po wschodniej stronie drogi biegnącej od Trzebniowa do Ludwinowa. Od strony tej drogi, nad boiskiem w Trzebniowie wznosi się Kacza Skała, na której uprawiana jest wspinaczka skalna. Skała ta i cała Wysucka Góra znajduje się już w obrębie wsi Ludwinów. Jest w większości porośnięta lasem, ale na bardziej płaskim terenie wcinają się nią pola uprawne tej wsi. Na górze są liczne wapienne skałki, a w nich jaskinie: Jaskinia w Wysuckiej Górze, Schronisko nad Boiskiem, Schronisko w Wysuckiej Górze.